# The Platters/Diskografie
Diese Diskografie ist eine Übersicht über die musikalischen Werke der US-amerikanischen Doo-Wop-Band The Platters. Den Schallplattenauszeichnungen zufolge hat sie bisher mehr als 1,7 Millionen Tonträger verkauft, davon alleine in ihrer Heimat über eine Million. Ihre erfolgreichsten Veröffentlichungen sind die Alben Encore of Golden Hits und More Encore of Golden Hits mit je über 500.000 verkauften Einheiten.

## Alben

### Studioalben
| Jahr | Titel Musiklabel Katalog-Nr.        | Höchstplatzierung, Gesamtwochen, AuszeichnungChartplatzierungen (Jahr, Titel, Musiklabel Katalog-Nr., Platzierungen, Wochen, Auszeichnungen, Anmerkungen) | Höchstplatzierung, Gesamtwochen, AuszeichnungChartplatzierungen (Jahr, Titel, Musiklabel Katalog-Nr., Platzierungen, Wochen, Auszeichnungen, Anmerkungen) | Höchstplatzierung, Gesamtwochen, AuszeichnungChartplatzierungen (Jahr, Titel, Musiklabel Katalog-Nr., Platzierungen, Wochen, Auszeichnungen, Anmerkungen) | Anmerkungen                                              |
| Jahr | Titel Musiklabel Katalog-Nr.        | UK | US | R&B | Anmerkungen                                              |
| ---- | ----------------------------------- | --- | --- | --- | -------------------------------------------------------- |
| 1956 | The Platters Mercury 20146          | — | US7 (26 Wo.)US | — | Erstveröffentlichung: 1956 Produzent: Buck Ram           |
| 1957 | Volume Two Mercury 20216            | — | US12 (8 Wo.)US | — | Erstveröffentlichung: 1957 Produzent: Buck Ram           |
| 1959 | Remember When? Mercury 20410        | — | US15 (8 Wo.)US | — | Erstveröffentlichung: 1959 Produzent: Buck Ram           |
| 1966 | I Love You 1,000 Times Musicor 2091 | — | US100 (6 Wo.)US | R&B12 (17 Wo.)R&B | Erstveröffentlichung: Juni 1966 Produzent: Garry Sherman |

grau schraffiert: keine Chartdaten aus diesem Jahr verfügbar
Weitere Studioalben
- 1957: The Flying Platters (Mercury 20298)
- 1957: The Platters (Federal Records 549)
- 1958: The Flying Platters Around the World (Mercury 20366)
- 1960: Reflections (Mercury 20481)
- 1960: Encores (Wing Records 12112)
- 1961: Life Is Just a Bowl of Cherries! (Mercury 20589)
- 1961: Encore of Broadway Golden Hits (Mercury 20613)
- 1962: Song for the Lonely (Mercury 20669)
- 1962: All Time Movie Hits (Mercury 20782)
- 1963: Sing of Your Moonlight Memories (Mercury 20759)
- 1963: The Platters Sing Latino (Mercury 20808)
- 1963: Christmas with the Platters (Mercury 20841)
- 1964: The New Soul of the Platters: Campus Style (Mercury 20983)
- 1964: Platters 10th Anniversary Album (Wing Records 1174)
- 1966: Have the Magic Touch (Musicor 2111)
- 1967: Going Back to Detroit (Musicor 2125)
- 1967: In the Still of the Night (Pickwick 3120)
- 1968: Sweet, Sweet Lovin’ (Musicor 3156)
- 1968: I Get the Sweetest Feeling (Musicor 3171)
- 1969: Singing the Hits Our Way (Musicor 3185)
- 1973: The Platters in Person and You Are There (Antler Records 101)
- 1977: Reborn (Antler Records 102)
- 1981: 25th Anniversary (Melody-Rex/Antler 251981)
- 1984: This Time Around (HMC Records 840218)
- 1986: Greatest Hits (feat. Paul Robi; Jango Music Corporation 775)
- 1994: A Christmas Album (Polygram)

### Livealben
- 1974: Live (Antler Records 105)
- 1974: Recorded „Live in Chicago“ (Chicago Fire / Mid-Eagle Records, Inc. 7401)
- 1981: Live: All Over the World (WEA)

### Kompilationen
| Jahr | Titel Musiklabel Katalog-Nr.                          | Höchstplatzierung, Gesamtwochen, AuszeichnungChartplatzierungen (Jahr, Titel, Musiklabel Katalog-Nr., Platzierungen, Wochen, Auszeichnungen, Anmerkungen) | Höchstplatzierung, Gesamtwochen, AuszeichnungChartplatzierungen (Jahr, Titel, Musiklabel Katalog-Nr., Platzierungen, Wochen, Auszeichnungen, Anmerkungen) | Höchstplatzierung, Gesamtwochen, AuszeichnungChartplatzierungen (Jahr, Titel, Musiklabel Katalog-Nr., Platzierungen, Wochen, Auszeichnungen, Anmerkungen) | Anmerkungen                        |
| Jahr | Titel Musiklabel Katalog-Nr.                          | UK | US | R&B | Anmerkungen                        |
| ---- | ----------------------------------------------------- | --- | --- | --- | ---------------------------------- |
| 1960 | Encore of Golden Hits Mercury 20472                   | — | US1 Gold · (174 Wo.)US | — | Erstveröffentlichung: 1960         |
| 1960 | More Encore of Golden Hits Mercury 60252              | — | US20 Gold · (18 Wo.)US | — | Erstveröffentlichung: 1960         |
| 1978 | 20 Classic Hits Mercury 9100 049                      | UK8 Silber · (13 Wo.)UK | — | — | Erstveröffentlichung: März 1978    |
| 2008 | The Very Best of the Platters Universal Music TV 7944 | UK8 Gold · (9 Wo.)UK | — | — | Erstveröffentlichung: April 2008   |
| 2010 | The Platters Sonoma Entertainment                     | — | — | R&B68 (5 Wo.)R&B | Erstveröffentlichung: Oktober 2010 |

grau schraffiert: keine Chartdaten aus diesem Jahr verfügbar
Weitere Kompilationen
- 1963: Encore of Golden Hits of the Groups (Mercury 20893/60893)
- 1967: The New Golden Hits of the Platters (Musicor 3141)
- 1970: Super Hits of the Platters (Pickwick 3236)
- 1972: Only You (Mercury 6619 007)
- 1973: Attention! (Fontana 6430 046)
- 1976: Collection (Pickwick, UK: Silber)
- 1976: The Platters Greatest Hits (3 LPs; Hallmark/Pickwick 843/876/887)
- 1977: The Platters 19 Hits (King 5002X)
- 1978: Starportrait (2 LPs; Intercord 158.604)
- 1979: The Pick of … The Platters (CBS Special Products 18054)
- 1979: Golden Platters: The 20 Original Greatest Hits (Polystar 9198 167)
- 1980: Juke Box Giants (Phoenix 20 615)
- 1982: Original Greatest Hits (Mercury 1-4050)
- 1982: The Golden Memories of the Platters (Candlelite Music 153)
- 1985: The Golden Sides of the Platters (Pair Records 1130)
- 1985: 40 Famous Records: Collector’s Treasury (3 LPs; Suffolk Marketing, Inc. 1-76/77/78)
- 1985: The Way It Was with the Platters (Playback Records 41086)
- 1986: Golden Hits (Mercury 826 447-2)
- 1986: The Platters Anthology (2 LPs; Rhino 71495)
- 1988: Master Serie (PolyGram 826 497-2)[3]
- 1991: The Magic Touch: Platter’s Anthology (2 CDs; Mercury 510 314)
- 1991: The Very Best of the Platters (Mercury 510 317)
- 1991: The Very Best of the Platters (2 LPs; Heartland Music 1164/1165)
- 1991: Greatest Hits (Special Music Company 4802)
- 1993: The Great Pretender (CSI 7515)>
- 1994: Four Platters and One Lovely Dish (9 CDs; Bear Family Records 15741)
- 1995: The Best of the Platters (Spectrum Music 551 731-2, UK: Gold)
- 1996: Golden Classics (Twin Pack Music 4006)
- 1998: The Platters: Master Series (Mercury 538 057-2)
- 1998: Enchanted: The Best of the Platters (Rhino 75326)
- 1999: The Best of the Platters (Mercury 46414)
- 2000: The Very Best of the Platters (Platinum Legends/Universal Music Special Projects POLCD21)
- 2001: 36 All-Time Greatest Hits (3 CDs; GSC Music #17043)
- 2003: The Magic Touch (2 CDs; Weton-Wesgram BB215)
- 2003: The Complete Federal Recordings (Ace Records 974)
- 2006: Here’s the Platters (Disky SI 903652)
- 2008: Rock ’n’ Roll Legends (Charly Records 013 / Universal Music Group International 0600753045114)
- 2009: Greatest Hits (2 CDs; Not Now Music 216)
- 2013: The Ballads of the Platters (Bear Family Records 17326)
- 2014: The Ultimate Collection: 60 Original Classics (3 CDs; Not Now Music 172)

## Singles
| Jahr | Titel Album                                                                       | Höchstplatzierung, Gesamtwochen, AuszeichnungChartplatzierungen (Jahr, Titel, Album, Platzierungen, Wochen, Auszeichnungen, Anmerkungen) | Höchstplatzierung, Gesamtwochen, AuszeichnungChartplatzierungen (Jahr, Titel, Album, Platzierungen, Wochen, Auszeichnungen, Anmerkungen) | Höchstplatzierung, Gesamtwochen, AuszeichnungChartplatzierungen (Jahr, Titel, Album, Platzierungen, Wochen, Auszeichnungen, Anmerkungen) | Anmerkungen | [↑]: gemeinsam behandelt mit vorhergehendem Eintrag; [←]: in beiden Charts platziert |
| Jahr | Titel Album                                                                       | UK | US | R&B | Anmerkungen |                                                                                      |
| ---- | --------------------------------------------------------------------------------- | --- | --- | --- | --- | ------------------------------------------------------------------------------------ |
| 1955 | Only You (And You Alone) The Platters (1957)                                      | UK5 (16 Wo.)UK | US5 (28 Wo.)US | R&B1 (30 Wo.)R&B | Erstveröffentlichung: Juni 1955 Grammy Hall of Fame Platz 34 der Songs of the Century (BMI, Liste 1999) Autor: Buck Ram                                                               |                                                                                      |
| 1955 | The Great Pretender –[UK: ↑]                                                      | UK5 (16 Wo.)UK | US1 (24 Wo.)US | R&B1 (20 Wo.)R&B | Erstveröffentlichung: 3. November 1955 Grammy Hall of Fame / Rock & Roll Hall of Fame Platz 360 der Rolling Stone 500 (Liste 2010) Autor: Buck Ram                                    |                                                                                      |
| 1956 | I’m Just a Dancing Partner –                                                      | — | US87 (1 Wo.)US | — | B-Seite von The Great Pretender Autoren: Cy Crane, Herbert Weiner |                                                                                      |
| 1956 | (You’ve Got) The Magic Touch –                                                    | — | US4 (20 Wo.)US | R&B4 (12 Wo.)R&B | Erstveröffentlichung: 20. Februar 1956 Autor: Buck Ram |                                                                                      |
| 1956 | Winner Take All –                                                                 | — | US50 (9 Wo.)US | — | B-Seite von (You’ve Got) The Magic Touch Autoren: Al Frisch, Sid Wayne |                                                                                      |
| 1956 | My Prayer The Platters (1956)                                                     | UK4 (13 Wo.)UK | US1 (23 Wo.)US | R&B1 (17 Wo.)R&B | Erstveröffentlichung: 6. Juni 1956 Autoren: Jimmy Kennedy, Georges Boulanger Original: Glenn Miller Orchestra mit Ray Eberle, 1939 basiert auf dem Instrumental Avant de mourir, 1924 |                                                                                      |
| 1956 | Heaven on Earth The Platters (1956)                                               | — | US39 (14 Wo.)US | R&B13 (3 Wo.)R&B | B-Seite von My Prayer Autor: Buck Ram |                                                                                      |
| 1956 | You’ll Never Never Know –                                                         | UK23 (3 Wo.)UK | US14 (18 Wo.)US | R&B9 (4 Wo.)R&B | Erstveröffentlichung: 17. August 1956 Autoren: Buck Ram, Paul Robi, Tony Williams |                                                                                      |
| 1956 | It Isn’t Right –[UK: ↑]                                                           | UK23 (3 Wo.)UK | US23 (15 Wo.)US | R&B10 (4 Wo.)R&B | B-Seite von You’ll Never Never Know Autor: Robert Mellin |                                                                                      |
| 1956 | On My Word of Honor The Platters (1956)                                           | — | US27 (14 Wo.)US | R&B7 (8 Wo.)R&B | Erstveröffentlichung: 15. November 1956 Autoren: Buck Ram, Katherine Harrison |                                                                                      |
| 1956 | One in a Million –                                                                | — | US31 (12 Wo.)US[R&B: ↑] | R&B7 (8 Wo.)R&B | B-Seite von On My Word of Honor Autoren: Buck Ram, Tony Williams |                                                                                      |
| 1957 | I’m Sorry The Platters (1956)                                                     | UK18 (8 Wo.)UK | US19 (14 Wo.)US | R&B15 (1 Wo.)R&B | Erstveröffentlichung: 30. Januar 1957 Autoren: Buck Ram, Peter Tinturin, William White                                                                                                |                                                                                      |
| 1957 | He’s Mine –                                                                       | — | US23 (23 Wo.)US | R&B5 (5 Wo.)R&B | B-Seite von I’m Sorry Autoren: Buck Ram, Paul Robi, Zola Taylor |                                                                                      |
| 1957 | My Dream –                                                                        | — | US26 (14 Wo.)US | R&B7 (2 Wo.)R&B | Erstveröffentlichung: 4. April 1957 Autor: Buck Ram |                                                                                      |
| 1957 | Only Because The Flying Platters                                                  | — | US65 (8 Wo.)US | — | Erstveröffentlichung: 23. August 1957 Autoren: Buck Ram, Jonathan Small, Ralph Yates                                                                                                  |                                                                                      |
| 1958 | Helpless –                                                                        | — | US56 (8 Wo.)US | — | Erstveröffentlichung: 11. Dezember 1957 Autor: Buck Ram |                                                                                      |
| 1958 | Twilight Time The Flying Platters Around the World                                | UK3 (18 Wo.)UK | US1 (17 Wo.)US | R&B1 (14 Wo.)R&B | Erstveröffentlichung: 4. April 1958 Platz 46 der Songs of the Century (BMI, Liste 1999) Autoren: Alan Dunn, Al Nevins, Morty Nevins, Buck Ram Original: The Three Suns, 1944          |                                                                                      |
| 1958 | You’re Making a Mistake –                                                         | — | US51 (8 Wo.)US | — | Erstveröffentlichung: 7. Juni 1958 Autor: Jim Williams |                                                                                      |
| 1958 | I Wish –                                                                          | — | US42 (10 Wo.)US | — | Erstveröffentlichung: August 1958 Autoren: Buck Ram, Tito Madi |                                                                                      |
| 1958 | It’s Raining Outside The Flying Platters Around the World                         | — | US93 (2 Wo.)US | — | B-Seite von I Wish Autoren: Buck Ram, Tito Madi |                                                                                      |
| 1958 | Smoke Gets in Your Eyes Remember When?                                            | UK1 (20 Wo.)UK | US1 (19 Wo.)US | R&B3 (15 Wo.)R&B | Erstveröffentlichung: November 1958 Platz 190 der Songs of the Century (RIAA, Liste 2001) Autoren: Jerome Kern, Otto Harbach Original: Tamara Drasin, 1933                            |                                                                                      |
| 1959 | Enchanted Encore of Golden Hits                                                   | — | US12 (15 Wo.)US | R&B9 (5 Wo.)R&B | Erstveröffentlichung: März 1959 Autor: Buck Ram |                                                                                      |
| 1959 | Remember When Remember When?                                                      | UK25 (2 Wo.)UK | US41 (9 Wo.)US | — | Erstveröffentlichung: Mai 1959 Autoren: Buck Ram, Mickey Addy |                                                                                      |
| 1959 | Where More Encore of Golden Hits                                                  | — | US44 (9 Wo.)US | — | Erstveröffentlichung: August 1959 Autor: Lynn Paul |                                                                                      |
| 1959 | Wish It Were Me More Encore of Golden Hits                                        | — | US61 (7 Wo.)US | — | B-Seite von Where Autor: Buck Ram |                                                                                      |
| 1960 | Harbor Lights Reflections                                                         | UK11 (12 Wo.)UK | US8 (16 Wo.)US | R&B15 (9 Wo.)R&B | Erstveröffentlichung: Januar 1960 Autoren: Hugh Williams, Jimmy Kennedy Original: Frances Langford mit Sam Koki & His Islanders, 1937                                                 |                                                                                      |
| 1960 | Sleepy Lagoon Reflections                                                         | — | US65 (5 Wo.)US | — | B-Seite von Harbor Lights Autoren: Eric Coates, Jack Lawrence Original: Harry James & His Orchestra, 1940                                                                             |                                                                                      |
| 1960 | Ebb Tide Reflections                                                              | — | US56 (6 Wo.)US | — | Erstveröffentlichung: Mai 1960 Autoren: Robert Maxwel (Instrumental), Carl Sigman (engl. Text) Original: Frank Chacksfield and His Orchestra, 1953                                    |                                                                                      |
| 1960 | Red Sails in the Sunset Reflections                                               | — | US36 (8 Wo.)US | — | Erstveröffentlichung: Juli 1960 Autoren: Hugh Williams, Jimmy Kennedy Original: Lew Stone and Band mit Joe Ferrie, 1935                                                               |                                                                                      |
| 1960 | To Each His Own More Encore of Golden Hits                                        | — | US21 (11 Wo.)US | — | Erstveröffentlichung: Oktober 1960 Autoren: Jay Livingston, Ray Evans Original: Eddy Howard & His Orchestra, 1946                                                                     |                                                                                      |
| 1961 | If I Didn’t Care Remember When?                                                   | — | US30 (8 Wo.)US | — | Erstveröffentlichung: Dezember 1960 Autor: Jack Lawrence Original: The Ink Spots, 1939                                                                                                |                                                                                      |
| 1961 | Trees Life Is Just a Bowl of Cherries!                                            | — | US62 (4 Wo.)US | — | Erstveröffentlichung: März 1961 Autoren: Oscar Rasbach, Joyce Kilmer Original: Dick Leibert, 1943                                                                                     |                                                                                      |
| 1961 | I’ll Never Smile Again Remember When?                                             | — | US25 (8 Wo.)US | R&B17 (3 Wo.)R&B | Erstveröffentlichung: Juli 1961 Autor: Ruth Loewe Original: Glenn Miller Orchestra mit Ray Eberle, 1940                                                                               |                                                                                      |
| 1962 | It’s Magic –                                                                      | — | US91 (2 Wo.)US | — | Erstveröffentlichung: Januar 1962 Autoren: Sammy Cahn, Jule Styne Original: Doris Day, 1948                                                                                           |                                                                                      |
| 1966 | I Love You 1000 Times                                                             | — | US31 (14 Wo.)US | R&B6 (16 Wo.)R&B | Erstveröffentlichung: März 1966 Autoren: Inez Foxx, Luther Dixon Original: Inez Foxx, 1963                                                                                            |                                                                                      |
| 1966 | I’ll Be Home I Love You 1000 Times                                                | — | US97 (2 Wo.)US | — | Erstveröffentlichung: November 1966 Autoren: Ferdinand Washington, Stan Lewis Original: The Flamingos, 1956                                                                           |                                                                                      |
| 1967 | With This Ring Going Back to Detroit                                              | — | US14 (12 Wo.)US | R&B12 (13 Wo.)R&B | Erstveröffentlichung: Februar 1967 Autoren: Luther Dixon, Tony Hester, Richard Wylie                                                                                                  |                                                                                      |
| 1967 | Washed Ashore (On a Lonely Island in the Sea) The New Golden Hits of the Platters | — | US56 (8 Wo.)US | R&B29 (9 Wo.)R&B | Erstveröffentlichung: Juni 1967 Autoren: Richard „Popcorn“ Wylie, Tony Hester |                                                                                      |
| 1967 | Sweet, Sweet Lovin’                                                               | — | US70 (7 Wo.)US | R&B32 (5 Wo.)R&B | Erstveröffentlichung: Oktober 1967 Autoren: James Ralph Bailey, Vernon Harrell |                                                                                      |

Weitere Singles
- 1953: Give Thanks
- 1954: Roses of Picardy
- 1954: Voo-Vee-Ah-Bee
- 1955: Maggie Doesn’t Work Here Anymore
- 1955: Please Have Mercy (mit Linda Hayes)
- 1955: I Need You All the Time
- 1960: My Secret
- 1961: Song for the Lonely
- 1962: Love Is
- 1962: More Than You Know
- 1962: Heartbreak
- 1963: Once in a While
- 1963: Here Comes Heaven Again
- 1963: White Christmas / Jingle Bells
- 1963: Blue Christmas / Rudolph, the Red-Nosed Reindeer
- 1964: Java Jive
- 1964: P. S. I Love You
- 1964: Little Things Mean a Lot
- 1965: Run While It’s Dark (als The Platters ’65)
- 1966: Devri
- 1967: Love Must Go On
- 1968: Think Before You Walk Away
- 1968: Hard to Get a Thing Called Love
- 1968: Fear of Losing You
- 1970: My Ship Is Coming In (als The Buck Ram Platters)
- 1972: Baby, Come Back Home (als The Buck Ram Platters)
- 1972: Enchanted (als The Buck Ram Platters)
- 1973: Sunday with You (als The Buck Ram Platters)
- 1982: Platterama Medley

## Videoalben
- 2000: A Very Special Night with the Platters and Special Guests (inkl. je 1 Track von The Shirelles, The Coasters und Ray Peterson)
- 2005: The Platters & The Coasters (mit The Coasters)
- 2007: Rock & Roll Legends (mit The Coasters)
- 2008: Live Performance from the Platters

## Statistik

### Chartauswertung
|                     | UK    | US    | R&B     |
| ------------------- | ----- | ----- | ------- |
| Nummer-eins-Alben   | UK—UK | US—US | R&B—R&B |
| Top-10-Alben        | UK2UK | US—US | R&B—R&B |
| Alben in den Charts | UK2UK | US1US | R&B2R&B |

|                       | UK    | US     | R&B      |
| --------------------- | ----- | ------ | -------- |
| Nummer-eins-Singles   | UK1UK | US4US  | R&B4R&B  |
| Top-10-Singles        | UK4UK | US7US  | R&B13R&B |
| Singles in den Charts | UK8UK | US39US | R&B20R&B |

### Auszeichnungen für Musikverkäufe
| Goldene Schallplatte - Finnland - 1981: für das Album 20 Greatest Hits - Frankreich - 1976: für das Album Les Plus Grands Succès - 1978: für das Album Leurs 12 Plus Grands Succès - 1978: für das Album Sixteen Tons - Neuseeland - 2006: für das Album The Best of the Platters - Spanien - 1982: für das Album Bodas de Plata |

Anmerkung: Auszeichnungen in Ländern aus den Charttabellen bzw. Chartboxen sind in ebendiesen zu finden.
| Land/RegionAuszeichnungen für Musikverkäufe (Land/Region, Auszeichnungen, Verkäufe, Quellen) | Silber     | Gold       | Platin | Verkäufe  | Quellen                           |
| -------------------------------------------------------------------------------------------- | ---------- | ---------- | ------ | --------- | --------------------------------- |
| Finnland (IFPI)                                                                              | —          | Gold1      | —      | 25.000    | ifpi.fi                           |
| Frankreich (SNEP)                                                                            | —          | 3× Gold3   | —      | 300.000   | infodisc.fr                       |
| Neuseeland (RMNZ)                                                                            | —          | Gold1      | —      | 7.500     | Einzelnachweise                   |
| Spanien (Promusicae)                                                                         | —          | Gold1      | —      | 50.000    | Sólo éxitos: año a año, 1959–2002 |
| Vereinigte Staaten (RIAA)                                                                    | —          | 2× Gold2   | —      | 1.000.000 | riaa.com                          |
| Vereinigtes Königreich (BPI)                                                                 | 2× Silber2 | 2× Gold2   | —      | 320.000   | bpi.co.uk                         |
| Insgesamt                                                                                    | 2× Silber2 | 10× Gold10 | —      |           |                                   |